# Microvenator
Microvenator (som betyder "liten jägare") är ett släkte av dinosaurier från den tidiga Kritaperioden Cloverlyformationen i det som nu är södra centrala Montana. Microvenator var en oviraptorosaurier theropoder. Holotypfossilen är ett ofullständigt skelett, troligen en ungdom, med en levängd på ca 1,2 m. Den vuxna storleken på Microvenator beräknas vara närmare 3 m lång.